# Лечебник врача Ованеса
Лечебник врача Ованеса (арм. Հովհաննես հեքիմի բժշկարան) — армянский лечебник 1438 года.
Значительная часть материала исчерпана из «Лечебника Гагика-Хетума», откуда взяты 39 глав по лекарствоведению, прогностике и клинической медицине (10 глав с первой части, 7 со второй и 22 с третьей). Состоит, в общей сложности, из 270 глав. Автор пользовался также восточными и европейскими источниками, и добавил несколько собственных глав. К этому времени армянская медицина испытывала влияние европейской школы и многочисленные арабско-персидские термины менялись на латинские. Для более удобного чтения в начале лечебника помещён трёхъязычный терминологический глоссарий, озаглавленный «Названия лекарств на армянском, арабском и латинском языках» (арм. Անուանք դեղերոյ հայերէն և յարապկերէն և ի լադին բառով). К помощи этого глоссария через несколько десятилетий обратился Амирдовлат Амасиаци, который пользовался им для добавления латинских терминов в своём энциклопедическом словаре «Ненужное для неучей».
Авторская рукопись хранится в библиотеке Венских Мхитаристов (№ 310). Основная часть остаётся неопубликованной. Усилиями немецкого армениста Йозефа Карста был опубликован и подробно изучён лишь трёхъязычный глоссарий из лечебника.
Структура лечебника
(согласно авторской рукописи № 310 библиотеки Венских Мхитаристов // 1438 год // бумага // 313 листов).
1. Содержание (перечень всех 270-и глав).
2. Медицинский глоссарий «Названия лекарств на армянском, арабском и латинском языках».
3. Основная часть лечебника (главы 1—265).
4. «Книга человеческих страданий» (главы 266—270, небольшие рецепты от разных болезней)[4].